# G3 (gruppo musicale)
G3 è un progetto musicale concepito dal chitarrista Joe Satriani nel 1996. L'idea del G3 è quella di unire i "tre più grandi chitarristi del mondo" per realizzare una serie di concerti-evento. Con il nome G3, Satriani organizzò una serie di tour, accompagnandosi di volta in volta con una diversa coppia di virtuosi della chitarra (o guitar hero).
In un certo senso, il G3 si potrebbe definire un supergruppo. Tuttavia, la formazione varia di tour in tour; inoltre, i due artisti selezionati da Satriani e Satriani stesso suonano gran parte del concerto indipendentemente (ciascuno con la propria band). Solo nella parte finale del concerto i "tre grandi" suonano assieme in una "G3 jam" che comprende in genere cover di brani rock storici (per esempio di Jimi Hendrix, Deep Purple, e così via).

## Storia concerti

### 1996
Nel 1996 il G3 ha avuto luogo dall'11 ottobre all'8 novembre in Nord America con concerti tenuti da Joe Satriani, Steve Vai e Eric Johnson. Kenny Wayne Shepherd e Adrian Legg hanno aperto i concerti.
Gli ospiti speciali di questo tour sono stati: Neal Schon a San Francisco, Gary Hoey a San Diego, Chris Duarte ad Austin e San Antonio e Andy Timmons a Dallas.
Il corrispondente album è G3: Live in Concert.
| G3 1996               | G3 1996              | G3 1996                             | G3 1996 |
| Tipo                  | Artista              | Brano                               | Artisti secondari |
| --------------------- | -------------------- | ----------------------------------- | --- |
| Brani di apertura     | Kenny Wayne Shepherd | "Down to the Bone"                  | - Noah Hunt - voce - Kenny Wayne Shepherd - chitarra melodica - Joe Nadeau - chitarra ritmica - Robby Emerson - basso - Jimmy Wallace - tastiera - Sam Bryant - batteria |
| Brani di apertura     | Kenny Wayne Shepherd | "Born with a Broken Heart"          | - Noah Hunt - voce - Kenny Wayne Shepherd - chitarra melodica - Joe Nadeau - chitarra ritmica - Robby Emerson - basso - Jimmy Wallace - tastiera - Sam Bryant - batteria |
| Brani di apertura     | Kenny Wayne Shepherd | "Shame, Shame, Shame"               | - Noah Hunt - voce - Kenny Wayne Shepherd - chitarra melodica - Joe Nadeau - chitarra ritmica - Robby Emerson - basso - Jimmy Wallace - tastiera - Sam Bryant - batteria |
| Brani di apertura     | Kenny Wayne Shepherd | "Kings Highway"                     | - Noah Hunt - voce - Kenny Wayne Shepherd - chitarra melodica - Joe Nadeau - chitarra ritmica - Robby Emerson - basso - Jimmy Wallace - tastiera - Sam Bryant - batteria |
| Brani di apertura     | Kenny Wayne Shepherd | "Deja Voodoo"                       | - Noah Hunt - voce - Kenny Wayne Shepherd - chitarra melodica - Joe Nadeau - chitarra ritmica - Robby Emerson - basso - Jimmy Wallace - tastiera - Sam Bryant - batteria |
| Brani di apertura     | Kenny Wayne Shepherd | "While We Cry"                      | - Noah Hunt - voce - Kenny Wayne Shepherd - chitarra melodica - Joe Nadeau - chitarra ritmica - Robby Emerson - basso - Jimmy Wallace - tastiera - Sam Bryant - batteria |
| Brani di apertura     | Kenny Wayne Shepherd | "Voodoo Child (Slight Return)"      | - Noah Hunt - voce - Kenny Wayne Shepherd - chitarra melodica - Joe Nadeau - chitarra ritmica - Robby Emerson - basso - Jimmy Wallace - tastiera - Sam Bryant - batteria |
| Brani di apertura     | Adrian Legg          | "Celandine"                         | - Adrian Legg - chitarra |
| Brani di apertura     | Adrian Legg          | "Cool Cajun"                        | - Adrian Legg - chitarra |
| Brani di apertura     | Adrian Legg          | "Crockett Waltz"                    | - Adrian Legg - chitarra |
| Brani di apertura     | Adrian Legg          | "Mrs. Jacks Last Stand"             | - Adrian Legg - chitarra |
| Brani di apertura     | Adrian Legg          | "Tracy's Big Moment"                | - Adrian Legg - chitarra |
| Brani di apertura     | Adrian Legg          | "Chicken Licken's Last Ride"        | - Adrian Legg - chitarra |
| Esecuzione principale | Steve Vai            | "There's a Fire in the House"       | - Steve Vai - chitarra melodica - Mike Keneally - chitarra ritmica, sitar, tastiera - Philip Bynoe - basso, percussioni - Mike Mangini - batteria, percussioni           |
| Esecuzione principale | Steve Vai            | "The Animal"                        | - Steve Vai - chitarra melodica - Mike Keneally - chitarra ritmica, sitar, tastiera - Philip Bynoe - basso, percussioni - Mike Mangini - batteria, percussioni           |
| Esecuzione principale | Steve Vai            | "Deepness"                          | - Steve Vai - chitarra melodica - Mike Keneally - chitarra ritmica, sitar, tastiera - Philip Bynoe - basso, percussioni - Mike Mangini - batteria, percussioni           |
| Esecuzione principale | Steve Vai            | "Tender Surrender"                  | - Steve Vai - chitarra melodica - Mike Keneally - chitarra ritmica, sitar, tastiera - Philip Bynoe - basso, percussioni - Mike Mangini - batteria, percussioni           |
| Esecuzione principale | Steve Vai            | "Little Alligator"                  | - Steve Vai - chitarra melodica - Mike Keneally - chitarra ritmica, sitar, tastiera - Philip Bynoe - basso, percussioni - Mike Mangini - batteria, percussioni           |
| Esecuzione principale | Steve Vai            | "Bad Horsie"                        | - Steve Vai - chitarra melodica - Mike Keneally - chitarra ritmica, sitar, tastiera - Philip Bynoe - basso, percussioni - Mike Mangini - batteria, percussioni           |
| Esecuzione principale | Steve Vai            | "Answers"                           | - Steve Vai - chitarra melodica - Mike Keneally - chitarra ritmica, sitar, tastiera - Philip Bynoe - basso, percussioni - Mike Mangini - batteria, percussioni           |
| Esecuzione principale | Steve Vai            | "For the Love of God (strumentale)" | - Steve Vai - chitarra melodica - Mike Keneally - chitarra ritmica, sitar, tastiera - Philip Bynoe - basso, percussioni - Mike Mangini - batteria, percussioni           |
| Esecuzione principale | Steve Vai            | "The Attitude Song"                 | - Steve Vai - chitarra melodica - Mike Keneally - chitarra ritmica, sitar, tastiera - Philip Bynoe - basso, percussioni - Mike Mangini - batteria, percussioni           |
| Esecuzione principale | Eric Johnson         | "12 to 12 Vibe"                     | - Eric Johnson - chitarra - Roscoe Beck - basso - Stephen Barber - tastiera - Brannen Temple - batteria                                                                  |
| Esecuzione principale | Eric Johnson         | "Pavilion"                          | - Eric Johnson - chitarra - Roscoe Beck - basso - Stephen Barber - tastiera - Brannen Temple - batteria                                                                  |
| Esecuzione principale | Eric Johnson         | "Righteous"                         | - Eric Johnson - chitarra - Roscoe Beck - basso - Stephen Barber - tastiera - Brannen Temple - batteria                                                                  |
| Esecuzione principale | Eric Johnson         | "Rock Me Baby"                      | - Eric Johnson - chitarra - Roscoe Beck - basso - Stephen Barber - tastiera - Brannen Temple - batteria                                                                  |
| Esecuzione principale | Eric Johnson         | "Zap"                               | - Eric Johnson - chitarra - Roscoe Beck - basso - Stephen Barber - tastiera - Brannen Temple - batteria                                                                  |
| Esecuzione principale | Eric Johnson         | "Manhattan"                         | - Eric Johnson - chitarra - Roscoe Beck - basso - Stephen Barber - tastiera - Brannen Temple - batteria                                                                  |
| Esecuzione principale | Eric Johnson         | "SRV"                               | - Eric Johnson - chitarra - Roscoe Beck - basso - Stephen Barber - tastiera - Brannen Temple - batteria                                                                  |
| Esecuzione principale | Eric Johnson         | "Camel's Night Out"                 | - Eric Johnson - chitarra - Roscoe Beck - basso - Stephen Barber - tastiera - Brannen Temple - batteria                                                                  |
| Esecuzione principale | Eric Johnson         | "Cliffs of Dover"                   | - Eric Johnson - chitarra - Roscoe Beck - basso - Stephen Barber - tastiera - Brannen Temple - batteria                                                                  |
| Esecuzione principale | Joe Satriani         | "Cool #9"                           | - Joe Satriani - chitarra elettrica, voce - Stu Hamm - basso - Jeff Campitelli - batteria                                                                                |
| Esecuzione principale | Joe Satriani         | "Flying in a Blue Dream"            | - Joe Satriani - chitarra elettrica, voce - Stu Hamm - basso - Jeff Campitelli - batteria                                                                                |
| Esecuzione principale | Joe Satriani         | "Summer Song"                       | - Joe Satriani - chitarra elettrica, voce - Stu Hamm - basso - Jeff Campitelli - batteria                                                                                |
| Esecuzione principale | Joe Satriani         | "The Crush of Love"                 | - Joe Satriani - chitarra elettrica, voce - Stu Hamm - basso - Jeff Campitelli - batteria                                                                                |
| Esecuzione principale | Joe Satriani         | "The Extremist"                     | - Joe Satriani - chitarra elettrica, voce - Stu Hamm - basso - Jeff Campitelli - batteria                                                                                |
| Esecuzione principale | Joe Satriani         | "Always with Me, Always with You"   | - Joe Satriani - chitarra elettrica, voce - Stu Hamm - basso - Jeff Campitelli - batteria                                                                                |
| Esecuzione principale | Joe Satriani         | "Satch Boogie"                      | - Joe Satriani - chitarra elettrica, voce - Stu Hamm - basso - Jeff Campitelli - batteria                                                                                |
| Esecuzione principale | Joe Satriani         | "Big Bad Moon"                      | - Joe Satriani - chitarra elettrica, voce - Stu Hamm - basso - Jeff Campitelli - batteria                                                                                |
| Esecuzione principale | Joe Satriani         | "Surfing with the Alien"            | - Joe Satriani - chitarra elettrica, voce - Stu Hamm - basso - Jeff Campitelli - batteria                                                                                |
| Esecuzione principale | G3 Jam               | "Going Down"                        | - Joe Satriani - chitarra, voce - Steve Vai - chitarra, voce - Eric Johnson - chitarra - Stu Hamm - basso - Jeff Campitelli - batteria                                   |
| Esecuzione principale | G3 Jam               | "My Guitar Wants to Kill Your Mama" | - Mike Keneally - voce - Steve Vai - chitarra, voce - Joe Satriani - chitarra - Eric Johnson - chitarra - Stu Hamm - basso - Jeff Campitelli - batteria                  |
| Esecuzione principale | G3 Jam               | "Red House"                         | - Eric Johnson - chitarra, voce - Joe Satriani - chitarra - Steve Vai - chitarra - Stu Hamm - basso - Jeff Campitelli - batteria                                         |

### 1997
Nel 1997 il tour si è svolto in America del Nord e in Europa. Michel Cusson suonò in alcuni concerti in Quebec prima dell'arrivo di Kenny Wayne Shepherd.
| G3 1997          | G3 1997              | G3 1997                                 | G3 1997 |
| Continente       | Artista              | Brano                                   | Artisti secondari |
| ---------------- | -------------------- | --------------------------------------- | --- |
| America del Nord | Robert Fripp         | Robert Fripp Soundscape Prelude to G3   | - Robert Fripp - chitarra - Mike Keneally |
| America del Nord | Kenny Wayne Shepherd | "Down to the Bone"                      | - Noah Hunt - voce - Kenny Wayne Shepherd - chitarra melodica - Joe Nadeau - chitarra ritmica - Robby Emerson - basso - Jimmy Wallace - tastiera - Sam Bryant - batteria |
| America del Nord | Kenny Wayne Shepherd | "Born with a Broken Heart"              | - Noah Hunt - voce - Kenny Wayne Shepherd - chitarra melodica - Joe Nadeau - chitarra ritmica - Robby Emerson - basso - Jimmy Wallace - tastiera - Sam Bryant - batteria |
| America del Nord | Kenny Wayne Shepherd | "Shame, Shame, Shame"                   | - Noah Hunt - voce - Kenny Wayne Shepherd - chitarra melodica - Joe Nadeau - chitarra ritmica - Robby Emerson - basso - Jimmy Wallace - tastiera - Sam Bryant - batteria |
| America del Nord | Kenny Wayne Shepherd | "Kings Highway"                         | - Noah Hunt - voce - Kenny Wayne Shepherd - chitarra melodica - Joe Nadeau - chitarra ritmica - Robby Emerson - basso - Jimmy Wallace - tastiera - Sam Bryant - batteria |
| America del Nord | Kenny Wayne Shepherd | "Deja Voodoo"                           | - Noah Hunt - voce - Kenny Wayne Shepherd - chitarra melodica - Joe Nadeau - chitarra ritmica - Robby Emerson - basso - Jimmy Wallace - tastiera - Sam Bryant - batteria |
| America del Nord | Kenny Wayne Shepherd | "Voodoo Child (Slight Return)"          | - Noah Hunt - voce - Kenny Wayne Shepherd - chitarra melodica - Joe Nadeau - chitarra ritmica - Robby Emerson - basso - Jimmy Wallace - tastiera - Sam Bryant - batteria |
| America del Nord | Joe Satriani         | "Cool #9"                               | - Joe Satriani - chitarra, voce - Stu Hamm - basso - Jeff Campitelli - batteria                                                                                          |
| America del Nord | Joe Satriani         | "Ice 9"                                 | - Joe Satriani - chitarra, voce - Stu Hamm - basso - Jeff Campitelli - batteria                                                                                          |
| America del Nord | Joe Satriani         | "Summer Song"                           | - Joe Satriani - chitarra, voce - Stu Hamm - basso - Jeff Campitelli - batteria                                                                                          |
| America del Nord | Joe Satriani         | "Flying in a Blue Dream"                | - Joe Satriani - chitarra, voce - Stu Hamm - basso - Jeff Campitelli - batteria                                                                                          |
| America del Nord | Joe Satriani         | "The Mystical Potato Head Groove Thing" | - Joe Satriani - chitarra, voce - Stu Hamm - basso - Jeff Campitelli - batteria                                                                                          |
| America del Nord | Joe Satriani         | "Always with Me, Always with You"       | - Joe Satriani - chitarra, voce - Stu Hamm - basso - Jeff Campitelli - batteria                                                                                          |
| America del Nord | Joe Satriani         | "Big Bad Moon" "Assolo di basso"        | - Joe Satriani - chitarra, voce - Stu Hamm - basso - Jeff Campitelli - batteria                                                                                          |
| America del Nord | Joe Satriani         | "Satch Boogie"                          | - Joe Satriani - chitarra, voce - Stu Hamm - basso - Jeff Campitelli - batteria                                                                                          |
| America del Nord | Joe Satriani         | "Surfing with the Alien"                | - Joe Satriani - chitarra, voce - Stu Hamm - basso - Jeff Campitelli - batteria                                                                                          |
| America del Nord | G3 Jam               | "Levee Break"                           | - Joe Satriani - chitarra, voce - Kenny Wayne Shepherd - chitarra - Robert Fripp - chitarra - Stu Hamm - basso - Jeff Campitelli - batteria                              |
| America del Nord | G3 Jam               | "My Guitar Wants to Kill Your Mama"     | - Noah Hunt - voce - Kenny Wayne Shepherd - chitarra, voce - Joe Satriani - chitarra - Robert Fripp - chitarra - Stu Hamm - basso - Jeff Campitelli - batteria           |
| America del Nord | G3 Jam               | "Red House"                             | - Robert Fripp - chitarra, voce - Joe Satriani - chitarra - Kenny Wayne Shepherd - chitarra - Stu Hamm - basso - Jeff Campitelli - batteria                              |
| Europa           | Adrian Legg          | "Celandine"                             | Adrian Legg - chitarra |
| Europa           | Adrian Legg          | "English Cajun"                         | Adrian Legg - chitarra |
| Europa           | Adrian Legg          | "Kalahari Blues"                        | Adrian Legg - chitarra |
| Europa           | Adrian Legg          | "Ragged Nail"                           | Adrian Legg - chitarra |
| Europa           | Adrian Legg          | "L'Amour Manque"                        | Adrian Legg - chitarra |
| Europa           | Adrian Legg          | "Queenies Waltz"                        | Adrian Legg - chitarra |
| Europa           | Adrian Legg          | "Cool Cajun"                            | Adrian Legg - chitarra |
| Europa           | Adrian Legg          | "Mrs. Jack's Last Stand"                | Adrian Legg - chitarra |
| Europa           | Adrian Legg          | "Tracey's Big Moment"                   | Adrian Legg - chitarra |
| Europa           | Adrian Legg          | "Chicken Licken's Last Ride"            | Adrian Legg - chitarra |
| Europa           | Steve Vai            | "There's a Fire in the House"           | - Steve Vai - chitarra melodica - Mike Keneally - chitarra ritmica, tastiera - Philip Bynoe - basso - Mike Mangini - batteria                                            |
| Europa           | Steve Vai            | "The Animal"                            | - Steve Vai - chitarra melodica - Mike Keneally - chitarra ritmica, tastiera - Philip Bynoe - basso - Mike Mangini - batteria                                            |
| Europa           | Steve Vai            | "Deepness"                              | - Steve Vai - chitarra melodica - Mike Keneally - chitarra ritmica, tastiera - Philip Bynoe - basso - Mike Mangini - batteria                                            |
| Europa           | Steve Vai            | "Tender Surrender"                      | - Steve Vai - chitarra melodica - Mike Keneally - chitarra ritmica, tastiera - Philip Bynoe - basso - Mike Mangini - batteria                                            |
| Europa           | Steve Vai            | "Aching Hunger"                         | - Steve Vai - chitarra melodica - Mike Keneally - chitarra ritmica, tastiera - Philip Bynoe - basso - Mike Mangini - batteria                                            |
| Europa           | Steve Vai            | "Angel Food"                            | - Steve Vai - chitarra melodica - Mike Keneally - chitarra ritmica, tastiera - Philip Bynoe - basso - Mike Mangini - batteria                                            |
| Europa           | Steve Vai            | "Answers"                               | - Steve Vai - chitarra melodica - Mike Keneally - chitarra ritmica, tastiera - Philip Bynoe - basso - Mike Mangini - batteria                                            |
| Europa           | Steve Vai            | "Conducting & Ballerina?"               | - Steve Vai - chitarra melodica - Mike Keneally - chitarra ritmica, tastiera - Philip Bynoe - basso - Mike Mangini - batteria                                            |
| Europa           | Steve Vai            | "For the Love of God"                   | - Steve Vai - chitarra melodica - Mike Keneally - chitarra ritmica, tastiera - Philip Bynoe - basso - Mike Mangini - batteria                                            |
| Europa           | Steve Vai            | "The Attitude Song"                     | - Steve Vai - chitarra melodica - Mike Keneally - chitarra ritmica, tastiera - Philip Bynoe - basso - Mike Mangini - batteria                                            |
| Europa           | Joe Satriani         | "Cool #9"                               | - Joe Satriani - chitarra, voce - Stu Hamm - basso - Jeff Campitelli - batteria                                                                                          |
| Europa           | Joe Satriani         | "Ice 9"                                 | - Joe Satriani - chitarra, voce - Stu Hamm - basso - Jeff Campitelli - batteria                                                                                          |
| Europa           | Joe Satriani         | "Summer Song"                           | - Joe Satriani - chitarra, voce - Stu Hamm - basso - Jeff Campitelli - batteria                                                                                          |
| Europa           | Joe Satriani         | "Flying in a Blue Dream"                | - Joe Satriani - chitarra, voce - Stu Hamm - basso - Jeff Campitelli - batteria                                                                                          |
| Europa           | Joe Satriani         | "The Mystical Potato Head Groove Thing" | - Joe Satriani - chitarra, voce - Stu Hamm - basso - Jeff Campitelli - batteria                                                                                          |
| Europa           | Joe Satriani         | "Always with Me, Always with You"       | - Joe Satriani - chitarra, voce - Stu Hamm - basso - Jeff Campitelli - batteria                                                                                          |
| Europa           | Joe Satriani         | "Big Bad Moon" "Assolo di Basso"        | - Joe Satriani - chitarra, voce - Stu Hamm - basso - Jeff Campitelli - batteria                                                                                          |
| Europa           | Joe Satriani         | "Satch Boogie"                          | - Joe Satriani - chitarra, voce - Stu Hamm - basso - Jeff Campitelli - batteria                                                                                          |
| Europa           | Joe Satriani         | "Surfing with the Alien"                | - Joe Satriani - chitarra, voce - Stu Hamm - basso - Jeff Campitelli - batteria                                                                                          |
| Europa           | G3 Jam               | "Levee Break"                           | - Joe Satriani - chitarra, voce - Steve Vai - chitarra - Adrian Legg - chitarra - Stu Hamm - basso - Jeff Campitelli - batteria                                          |
| Europa           | G3 Jam               | "My Guitar Wants to Kill Your Mama"     | - Mike Keneally - voce - Steve Vai - chitarra, voce - Joe Satriani - chitarra - Adrian Legg - chitarra - Stu Hamm - basso - Jeff Campitelli - batteria                   |
| Europa           | G3 Jam               | "Red House"                             | - Adrian Legg - chitarra, voce - Joe Satriani - chitarra - Steve Vai - chitarra - Stu Hamm - basso - Jeff Campitelli - batteria                                          |

### 1998
Il tour si è svolto in Europa.
Uli Jon Roth è stato sostituito da Patrick Rondat nelle date francesi del G3.
| G3 1998          | G3 1998                                 | G3 1998 | G3 1998 |
| Artista          | Brano                                   | Artisti secondari |         |
| ---------------- | --------------------------------------- | --- | ------- |
| Michael Schenker | "In Search of Peace of Mind"            | - David Van Landing - voce - Gary Barden - voce - Michael Schenker - chitarra melodica - Seth Bernstein - chitarra ritmica, tastiera - Jeff Kollman - basso - Shane Gaalaas - batteria |         |
| Michael Schenker | "Assault Attack"                        | - David Van Landing - voce - Gary Barden - voce - Michael Schenker - chitarra melodica - Seth Bernstein - chitarra ritmica, tastiera - Jeff Kollman - basso - Shane Gaalaas - batteria |         |
| Michael Schenker | "Into the Arena"                        | - David Van Landing - voce - Gary Barden - voce - Michael Schenker - chitarra melodica - Seth Bernstein - chitarra ritmica, tastiera - Jeff Kollman - basso - Shane Gaalaas - batteria |         |
| Michael Schenker | "Another Piece of Meat"                 | - David Van Landing - voce - Gary Barden - voce - Michael Schenker - chitarra melodica - Seth Bernstein - chitarra ritmica, tastiera - Jeff Kollman - basso - Shane Gaalaas - batteria |         |
| Michael Schenker | "Let It Roll"                           | - David Van Landing - voce - Gary Barden - voce - Michael Schenker - chitarra melodica - Seth Bernstein - chitarra ritmica, tastiera - Jeff Kollman - basso - Shane Gaalaas - batteria |         |
| Michael Schenker | "Captain Nemo"                          | - David Van Landing - voce - Gary Barden - voce - Michael Schenker - chitarra melodica - Seth Bernstein - chitarra ritmica, tastiera - Jeff Kollman - basso - Shane Gaalaas - batteria |         |
| Michael Schenker | "Written in the Sand"                   | - David Van Landing - voce - Gary Barden - voce - Michael Schenker - chitarra melodica - Seth Bernstein - chitarra ritmica, tastiera - Jeff Kollman - basso - Shane Gaalaas - batteria |         |
| Michael Schenker | "Essence"                               | - David Van Landing - voce - Gary Barden - voce - Michael Schenker - chitarra melodica - Seth Bernstein - chitarra ritmica, tastiera - Jeff Kollman - basso - Shane Gaalaas - batteria |         |
| Michael Schenker | "Lost Horizons"                         | - David Van Landing - voce - Gary Barden - voce - Michael Schenker - chitarra melodica - Seth Bernstein - chitarra ritmica, tastiera - Jeff Kollman - basso - Shane Gaalaas - batteria |         |
| Michael Schenker | "Attack of the Mad Axeman"              | - David Van Landing - voce - Gary Barden - voce - Michael Schenker - chitarra melodica - Seth Bernstein - chitarra ritmica, tastiera - Jeff Kollman - basso - Shane Gaalaas - batteria |         |
| Michael Schenker | "Bijou Pleasurette"                     | - David Van Landing - voce - Gary Barden - voce - Michael Schenker - chitarra melodica - Seth Bernstein - chitarra ritmica, tastiera - Jeff Kollman - basso - Shane Gaalaas - batteria |         |
| Michael Schenker | "Positive Forward"                      | - David Van Landing - voce - Gary Barden - voce - Michael Schenker - chitarra melodica - Seth Bernstein - chitarra ritmica, tastiera - Jeff Kollman - basso - Shane Gaalaas - batteria |         |
| Michael Schenker | "Armed and Ready"                       | - David Van Landing - voce - Gary Barden - voce - Michael Schenker - chitarra melodica - Seth Bernstein - chitarra ritmica, tastiera - Jeff Kollman - basso - Shane Gaalaas - batteria |         |
| Uli Jon Roth     | "G3 Overture"                           | - Liz Vandall - voce - Uli Jon Roth - chitarra - Patrice Guers - basso - Don Airey - tastiera - Clive Bunker - batteria                                                                |         |
| Uli Jon Roth     | "The Four Seasons Part I"               | - Liz Vandall - voce - Uli Jon Roth - chitarra - Patrice Guers - basso - Don Airey - tastiera - Clive Bunker - batteria                                                                |         |
| Uli Jon Roth     | "The Four Seasons Part II"              | - Liz Vandall - voce - Uli Jon Roth - chitarra - Patrice Guers - basso - Don Airey - tastiera - Clive Bunker - batteria                                                                |         |
| Uli Jon Roth     | "Hiroshima"                             | - Liz Vandall - voce - Uli Jon Roth - chitarra - Patrice Guers - basso - Don Airey - tastiera - Clive Bunker - batteria                                                                |         |
| Uli Jon Roth     | "Polar Nights"                          | - Liz Vandall - voce - Uli Jon Roth - chitarra - Patrice Guers - basso - Don Airey - tastiera - Clive Bunker - batteria                                                                |         |
| Uli Jon Roth     | "Beethoven's Fifth"                     | - Liz Vandall - voce - Uli Jon Roth - chitarra - Patrice Guers - basso - Don Airey - tastiera - Clive Bunker - batteria                                                                |         |
| Joe Satriani     | "Up in the Sky"                         | - Joe Satriani - chitarra, voce - Stuart Hamm - basso - Jeff Campitelli - batteria |         |
| Joe Satriani     | "House Full of Bullets"                 | - Joe Satriani - chitarra, voce - Stuart Hamm - basso - Jeff Campitelli - batteria |         |
| Joe Satriani     | "Crystal Planet"                        | - Joe Satriani - chitarra, voce - Stuart Hamm - basso - Jeff Campitelli - batteria |         |
| Joe Satriani     | "Time"                                  | - Joe Satriani - chitarra, voce - Stuart Hamm - basso - Jeff Campitelli - batteria |         |
| Joe Satriani     | "Raspberry Jam Delta-V"                 | - Joe Satriani - chitarra, voce - Stuart Hamm - basso - Jeff Campitelli - batteria |         |
| Joe Satriani     | "Lights of Heaven"                      | - Joe Satriani - chitarra, voce - Stuart Hamm - basso - Jeff Campitelli - batteria |         |
| Joe Satriani     | "Ice 9"                                 | - Joe Satriani - chitarra, voce - Stuart Hamm - basso - Jeff Campitelli - batteria |         |
| Joe Satriani     | "The Mystical Potato Head Groove Thing" | - Joe Satriani - chitarra, voce - Stuart Hamm - basso - Jeff Campitelli - batteria |         |
| Joe Satriani     | "Summer Song"                           | - Joe Satriani - chitarra, voce - Stuart Hamm - basso - Jeff Campitelli - batteria |         |
| Joe Satriani     | "Always with Me, Always with You"       | - Joe Satriani - chitarra, voce - Stuart Hamm - basso - Jeff Campitelli - batteria |         |
| Joe Satriani     | "Big Bad Moon" "Assolo di basso"        | - Joe Satriani - chitarra, voce - Stuart Hamm - basso - Jeff Campitelli - batteria |         |
| Joe Satriani     | "Satch Boogie"                          | - Joe Satriani - chitarra, voce - Stuart Hamm - basso - Jeff Campitelli - batteria |         |
| Joe Satriani     | "Slow Down Blues"                       | - Joe Satriani - chitarra, voce - Stuart Hamm - basso - Jeff Campitelli - batteria |         |
| Joe Satriani     | "Surfing with the Alien"                | - Joe Satriani - chitarra, voce - Stuart Hamm - basso - Jeff Campitelli - batteria |         |
| G3 Jam           | "Going Down"                            | - Joe Satriani - chitarra, voce - Michael Schenker - chitarra - Uli Jon Roth - chitarra - Stu Hamm - basso - Jeff Campitelli - batteria                                                |         |
| G3 Jam           | "The Thrill Is Gone"                    | - Gary Barden - voce - Joe Satriani - chitarra - Michael Schenker - chitarra - Uli Jon Roth - chitarra - Stu Hamm - basso - Jeff Campitelli - batteria                                 |         |
| G3 Jam           | "Voodoo Child (Slight Return)"          | - David Van Landing - voce - Joe Satriani - chitarra - Michael Schenker - chitarra - Uli Jon Roth - chitarra - Stu Hamm - basso - Jeff Campitelli - batteria                           |         |

### 2000
| G3 2000      | G3 2000                             | G3 2000 | G3 2000 |
| Artista      | Brano                               | Artisti secondari |         |
| ------------ | ----------------------------------- | --- | ------- |
| Eric Johnson | "Zenland"                           | - Eric Johnson - chitarra, voce - Chris Maresh - basso - Billy Maddox - batteria |         |
| Eric Johnson | "Trail of Tears"                    | - Eric Johnson - chitarra, voce - Chris Maresh - basso - Billy Maddox - batteria |         |
| Eric Johnson | "Forty Mile Town"                   | - Eric Johnson - chitarra, voce - Chris Maresh - basso - Billy Maddox - batteria |         |
| Eric Johnson | "Trademark"                         | - Eric Johnson - chitarra, voce - Chris Maresh - basso - Billy Maddox - batteria |         |
| Eric Johnson | "Nothing Can Keep Me from You"      | - Eric Johnson - chitarra, voce - Chris Maresh - basso - Billy Maddox - batteria |         |
| Eric Johnson | "Desert Rose"                       | - Eric Johnson - chitarra, voce - Chris Maresh - basso - Billy Maddox - batteria |         |
| Eric Johnson | "Cliffs of Dover"                   | - Eric Johnson - chitarra, voce - Chris Maresh - basso - Billy Maddox - batteria |         |
| Steve Vai    | "I Know You're Here"                | - Steve Vai - chitarra melodica, voce - Dave Weiner - chitarra ritmica - Philip Bynoe - basso, percussioni - Mike Keneally - tastiera, sitar, chitarra - Mike Mangini - batteria, percussioni |         |
| Steve Vai    | "The Reaper"                        | - Steve Vai - chitarra melodica, voce - Dave Weiner - chitarra ritmica - Philip Bynoe - basso, percussioni - Mike Keneally - tastiera, sitar, chitarra - Mike Mangini - batteria, percussioni |         |
| Steve Vai    | "Juice"                             | - Steve Vai - chitarra melodica, voce - Dave Weiner - chitarra ritmica - Philip Bynoe - basso, percussioni - Mike Keneally - tastiera, sitar, chitarra - Mike Mangini - batteria, percussioni |         |
| Steve Vai    | "Whispering a Prayer"               | - Steve Vai - chitarra melodica, voce - Dave Weiner - chitarra ritmica - Philip Bynoe - basso, percussioni - Mike Keneally - tastiera, sitar, chitarra - Mike Mangini - batteria, percussioni |         |
| Steve Vai    | "Bangkok"                           | - Steve Vai - chitarra melodica, voce - Dave Weiner - chitarra ritmica - Philip Bynoe - basso, percussioni - Mike Keneally - tastiera, sitar, chitarra - Mike Mangini - batteria, percussioni |         |
| Steve Vai    | "Get the Hell Outta Here"           | - Steve Vai - chitarra melodica, voce - Dave Weiner - chitarra ritmica - Philip Bynoe - basso, percussioni - Mike Keneally - tastiera, sitar, chitarra - Mike Mangini - batteria, percussioni |         |
| Steve Vai    | "For the Love of God (strumentale)" | - Steve Vai - chitarra melodica, voce - Dave Weiner - chitarra ritmica - Philip Bynoe - basso, percussioni - Mike Keneally - tastiera, sitar, chitarra - Mike Mangini - batteria, percussioni |         |
| Joe Satriani | "Devil's Slide"                     | - Joe Satriani - chitarra - Stu Hamm - basso - Jeff Campitelli - batteria |         |
| Joe Satriani | "Flying in a Blue Dream"            | - Joe Satriani - chitarra - Stu Hamm - basso - Jeff Campitelli - batteria |         |
| Joe Satriani | "Satch Boogie"                      | - Joe Satriani - chitarra - Stu Hamm - basso - Jeff Campitelli - batteria |         |

### 2001-2002
I protagonisti del G3 del 2001 sono stati Joe Satriani, Steve Vai e il chitarrista dei Dream Theater John Petrucci, che ha scritto una serie di nuovi pezzi strumentali per il tour, svoltosi in Nord America.
Gli ospiti speciali di questo tour sono stati: Steve Lukather e Paul Gilbert a Los Angeles, Billy Gibbons a Houston, Andy Timmons a Fort Worth, Eric Johnson ad Austin, Neal Schon a Detroit e Steve Morse a Orlando.
| G3 2001-2002  | G3 2001-2002                      | G3 2001-2002 | G3 2001-2002 |
| Artista       | Brano                             | Artisti Secondari |              |
| ------------- | --------------------------------- | --- | ------------ |
| John Petrucci | "IBS"                             | - John Petrucci - chitarra - Dave LaRue - basso - Mike Portnoy - batteria                                                                                      |              |
| John Petrucci | "Damage Control"                  | - John Petrucci - chitarra - Dave LaRue - basso - Mike Portnoy - batteria                                                                                      |              |
| John Petrucci | "Lost without You"                | - John Petrucci - chitarra - Dave LaRue - basso - Mike Portnoy - batteria                                                                                      |              |
| John Petrucci | "Glasgow Kiss"                    | - John Petrucci - chitarra - Dave LaRue - basso - Mike Portnoy - batteria                                                                                      |              |
| John Petrucci | "Paradigm Shift"                  | - John Petrucci - chitarra - Dave LaRue - basso - Mike Portnoy - batteria                                                                                      |              |
| Steve Vai     | "Shy Boy"                         | - Steve Vai - chitarra melodica - Dave Weiner - chitarra ritmica - Billy Sheehan - basso, voce - Mike Keneally - tastiera, chitarra - Virgil Donati - batteria |              |
| Steve Vai     | "Giant Balls of Gold"             | - Steve Vai - chitarra melodica - Dave Weiner - chitarra ritmica - Billy Sheehan - basso, voce - Mike Keneally - tastiera, chitarra - Virgil Donati - batteria |              |
| Steve Vai     | "Erotic Nightmares"               | - Steve Vai - chitarra melodica - Dave Weiner - chitarra ritmica - Billy Sheehan - basso, voce - Mike Keneally - tastiera, chitarra - Virgil Donati - batteria |              |
| Steve Vai     | "Blood & Glory"                   | - Steve Vai - chitarra melodica - Dave Weiner - chitarra ritmica - Billy Sheehan - basso, voce - Mike Keneally - tastiera, chitarra - Virgil Donati - batteria |              |
| Steve Vai     | "The Animal"                      | - Steve Vai - chitarra melodica - Dave Weiner - chitarra ritmica - Billy Sheehan - basso, voce - Mike Keneally - tastiera, chitarra - Virgil Donati - batteria |              |
| Steve Vai     | "Whispering a Prayer"             | - Steve Vai - chitarra melodica - Dave Weiner - chitarra ritmica - Billy Sheehan - basso, voce - Mike Keneally - tastiera, chitarra - Virgil Donati - batteria |              |
| Steve Vai     | "Incantation"                     | - Steve Vai - chitarra melodica - Dave Weiner - chitarra ritmica - Billy Sheehan - basso, voce - Mike Keneally - tastiera, chitarra - Virgil Donati - batteria |              |
| Steve Vai     | "Jiboom"                          | - Steve Vai - chitarra melodica - Dave Weiner - chitarra ritmica - Billy Sheehan - basso, voce - Mike Keneally - tastiera, chitarra - Virgil Donati - batteria |              |
| Steve Vai     | "For the Love of God"             | - Steve Vai - chitarra melodica - Dave Weiner - chitarra ritmica - Billy Sheehan - basso, voce - Mike Keneally - tastiera, chitarra - Virgil Donati - batteria |              |
| Joe Satriani  | "Cool #9"                         | - Joe Satriani - chitarra - Stu Hamm - basso - Jeff Campitelli - batteria                                                                                      |              |
| Joe Satriani  | "Devil's Slide"                   | - Joe Satriani - chitarra - Stu Hamm - basso - Jeff Campitelli - batteria                                                                                      |              |
| Joe Satriani  | "Satch Boogie"                    | - Joe Satriani - chitarra - Stu Hamm - basso - Jeff Campitelli - batteria                                                                                      |              |
| Joe Satriani  | "Flying in a Blue Dream"          | - Joe Satriani - chitarra - Stu Hamm - basso - Jeff Campitelli - batteria                                                                                      |              |
| Joe Satriani  | "Until We Say Goodbye"            | - Joe Satriani - chitarra - Stu Hamm - basso - Jeff Campitelli - batteria                                                                                      |              |
| Joe Satriani  | "The Extremist"                   | - Joe Satriani - chitarra - Stu Hamm - basso - Jeff Campitelli - batteria                                                                                      |              |
| Joe Satriani  | "Raspberry Jam Delta-V"           | - Joe Satriani - chitarra - Stu Hamm - basso - Jeff Campitelli - batteria                                                                                      |              |
| Joe Satriani  | "Always with Me, Always with You" | - Joe Satriani - chitarra - Stu Hamm - basso - Jeff Campitelli - batteria                                                                                      |              |
| Joe Satriani  | "Surfing with the Alien"          | - Joe Satriani - chitarra - Stu Hamm - basso - Jeff Campitelli - batteria                                                                                      |              |
| G3 Jam        | "La Grange"                       | - Billy Sheehan - voce, basso - Joe Satriani - chitarra - Steve Vai - chitarra - John Petrucci - chitarra - Stu Hamm - basso - Jeff Campitelli - batteria      |              |
| G3 Jam        | "Voodoo Child"                    | - Billy Sheehan - voce, basso - Joe Satriani - chitarra - Steve Vai - chitarra - John Petrucci - chitarra - Dave LaRue - basso - Jeff Campitelli - batteria    |              |
| G3 Jam        | "Little Wing"                     | - Steve Vai - chitarra, voce - Joe Satriani - chitarra - John Petrucci - chitarra - Billy Sheehan - basso - Jeff Campitelli - batteria                         |              |
| G3 Jam        | "Going Down"                      | - Joe Satriani - chitarra, voce - Steve Vai - chitarra - John Petrucci - chitarra - Stu Hamm - basso - Jeff Campitelli - batteria                              |              |

### 2003
Il tour si è svolto in Nord America.
Il corrispondente album è G3: Rockin' in the Free World.
| G3 2003          | G3 2003                                                                      | G3 2003 | G3 2003 |
| Artista          | Brano                                                                        | Artisti Secondari |         |
| ---------------- | ---------------------------------------------------------------------------- | --- | ------- |
| Joe Satriani     | "Satch Boogie"                                                               | - Joe Satriani - chitarra melodica - Galen Henson - chitarra ritmica - Matt Bissonette - basso - Jeff Campitelli - batteria                                     |         |
| Joe Satriani     | "The Extremist"                                                              | - Joe Satriani - chitarra melodica - Galen Henson - chitarra ritmica - Matt Bissonette - basso - Jeff Campitelli - batteria                                     |         |
| Joe Satriani     | "Crystal Planet"                                                             | - Joe Satriani - chitarra melodica - Galen Henson - chitarra ritmica - Matt Bissonette - basso - Jeff Campitelli - batteria                                     |         |
| Joe Satriani     | "Starry Night"                                                               | - Joe Satriani - chitarra melodica - Galen Henson - chitarra ritmica - Matt Bissonette - basso - Jeff Campitelli - batteria                                     |         |
| Joe Satriani     | "Midnight"                                                                   | - Joe Satriani - chitarra melodica - Galen Henson - chitarra ritmica - Matt Bissonette - basso - Jeff Campitelli - batteria                                     |         |
| Joe Satriani     | "Flying in a Blue Dream"                                                     | - Joe Satriani - chitarra melodica - Galen Henson - chitarra ritmica - Matt Bissonette - basso - Jeff Campitelli - batteria                                     |         |
| Joe Satriani     | "The Mystical Potato Head Groove Thing"                                      | - Joe Satriani - chitarra melodica - Galen Henson - chitarra ritmica - Matt Bissonette - basso - Jeff Campitelli - batteria                                     |         |
| Joe Satriani     | "Always with Me, Always with You"                                            | - Joe Satriani - chitarra melodica - Galen Henson - chitarra ritmica - Matt Bissonette - basso - Jeff Campitelli - batteria                                     |         |
| Joe Satriani     | "Summer Song"                                                                | - Joe Satriani - chitarra melodica - Galen Henson - chitarra ritmica - Matt Bissonette - basso - Jeff Campitelli - batteria                                     |         |
| Steve Vai        | "I Know You're Here"                                                         | - Steve Vai - chitarra melodica, voce - Dave Weiner - chitarra ritmica - Billy Sheehan - basso - Tony MacAlpine - tastiera, chitarra - Jeremy Colson - batteria |         |
| Steve Vai        | "Reaping"                                                                    | - Steve Vai - chitarra melodica, voce - Dave Weiner - chitarra ritmica - Billy Sheehan - basso - Tony MacAlpine - tastiera, chitarra - Jeremy Colson - batteria |         |
| Steve Vai        | "Juice"                                                                      | - Steve Vai - chitarra melodica, voce - Dave Weiner - chitarra ritmica - Billy Sheehan - basso - Tony MacAlpine - tastiera, chitarra - Jeremy Colson - batteria |         |
| Steve Vai        | "Whispering a Prayer"                                                        | - Steve Vai - chitarra melodica, voce - Dave Weiner - chitarra ritmica - Billy Sheehan - basso - Tony MacAlpine - tastiera, chitarra - Jeremy Colson - batteria |         |
| Steve Vai        | "I'm the Hell Outta Here"                                                    | - Steve Vai - chitarra melodica, voce - Dave Weiner - chitarra ritmica - Billy Sheehan - basso - Tony MacAlpine - tastiera, chitarra - Jeremy Colson - batteria |         |
| Steve Vai        | "For the Love of God (strumentale)"                                          | - Steve Vai - chitarra melodica, voce - Dave Weiner - chitarra ritmica - Billy Sheehan - basso - Tony MacAlpine - tastiera, chitarra - Jeremy Colson - batteria |         |
| Yngwie Malmsteen | "Evil Eye"                                                                   | - Yngwie Malmsteen - chitarra - Mick Cervino - basso - Jocke Svalberg - tastiera - Patrick Johannsen - batteria                                                 |         |
| Yngwie Malmsteen | "Baroque n' Roll"                                                            | - Yngwie Malmsteen - chitarra - Mick Cervino - basso - Jocke Svalberg - tastiera - Patrick Johannsen - batteria                                                 |         |
| Yngwie Malmsteen | "Guitar Solo"                                                                | - Yngwie Malmsteen - chitarra |         |
| Yngwie Malmsteen | "Fugue (Concerto per chitarra elettrica e Orchestra in E Flat Minor Opus 1)" | - Yngwie Malmsteen - chitarra - Mick Cervino - basso - Jocke Svalberg - tastiera - Patrick Johannsen - batteria                                                 |         |
| Yngwie Malmsteen | "Assolo di tastiera"                                                         | - Jocke Svalberg - tastiera |         |
| Yngwie Malmsteen | "Assolo di basso"                                                            | - Mick Cervino - basso |         |
| Yngwie Malmsteen | "Assolo di batteria"                                                         | - Patrick Johannsen - batteria |         |
| Yngwie Malmsteen | "Assolo di chitarra acustica"                                                | - Yngwie Malmsteen - chitarra |         |
| Yngwie Malmsteen | "Black Star"                                                                 | - Yngwie Malmsteen - chitarra - Mick Cervino - basso - Jocke Svalberg - tastiera - Patrick Johannsen - batteria                                                 |         |
| Yngwie Malmsteen | "Adagio" "Far Beyond the Sun"                                                | - Yngwie Malmsteen - chitarra - Mick Cervino - basso - Jocke Svalberg - tastiera - Patrick Johannsen - batteria                                                 |         |
| Yngwie Malmsteen | "Finale"                                                                     | - Yngwie Malmsteen - chitarra - Mick Cervino - basso - Jocke Svalberg - tastiera - Patrick Johannsen - batteria                                                 |         |
| G3 Jam           | "Rockin' in the Free World"                                                  | - Joe Satriani - chitarra, voce - Steve Vai - chitarra, voce - Yngwie Malmsteen - chitarra - Billy Sheehan - basso - Jeff Campitelli - batteria                 |         |
| G3 Jam           | "Little Wing"                                                                | - Steve Vai - chitarra, voce - Joe Satriani - chitarra - Yngwie Malmsteen - chitarra - Billy Sheehan - basso - Jeff Campitelli - batteria                       |         |
| G3 Jam           | "Voodoo Child (Slight Return)"                                               | - Yngwie Malmsteen - chitarra, voce - Joe Satriani - chitarra - Steve Vai - chitarra - Billy Sheehan - basso - Jeff Campitelli - batteria                       |         |

### 2004
Il tour del 2004 si è svolto in Europa e in Sud America con Joe Satriani, Steve Vai e Robert Fripp.
In una data del G3 2004 tour, dopo essere stato ascoltato nel "buoni o cattivi tour 2004" di Vasco Rossi, Stef Burns è stato invitato come ospite.
| G3 2004      | G3 2004                             | G3 2004 | G3 2004 |
| Artista      | Brano                               | Artisti Secondari |         |
| ------------ | ----------------------------------- | --- | ------- |
| Robert Fripp | "Soundscape Part 1"                 | - Robert Fripp - chitarra |         |
| Robert Fripp | "Soundscape Part 2"                 | - Robert Fripp - chitarra |         |
| Robert Fripp | "Soundscape Part 3"                 | - Robert Fripp - chitarra |         |
| Steve Vai    | "I Know You're Here"                | - Steve Vai - chitarra melodica, voce - Dave Weiner - chitarra ritmica - Billy Sheehan - basso - Tony MacAlpine - tastiera, chitarra addizionale - Jeremy Colson - batteria |         |
| Steve Vai    | "Giant Balls of Gold"               | - Steve Vai - chitarra melodica, voce - Dave Weiner - chitarra ritmica - Billy Sheehan - basso - Tony MacAlpine - tastiera, chitarra addizionale - Jeremy Colson - batteria |         |
| Steve Vai    | "Answers"                           | - Steve Vai - chitarra melodica, voce - Dave Weiner - chitarra ritmica - Billy Sheehan - basso - Tony MacAlpine - tastiera, chitarra addizionale - Jeremy Colson - batteria |         |
| Steve Vai    | "The Reaper"                        | - Steve Vai - chitarra melodica, voce - Dave Weiner - chitarra ritmica - Billy Sheehan - basso - Tony MacAlpine - tastiera, chitarra addizionale - Jeremy Colson - batteria |         |
| Steve Vai    | "Juice"                             | - Steve Vai - chitarra melodica, voce - Dave Weiner - chitarra ritmica - Billy Sheehan - basso - Tony MacAlpine - tastiera, chitarra addizionale - Jeremy Colson - batteria |         |
| Steve Vai    | "Whispering a Prayer"               | - Steve Vai - chitarra melodica, voce - Dave Weiner - chitarra ritmica - Billy Sheehan - basso - Tony MacAlpine - tastiera, chitarra addizionale - Jeremy Colson - batteria |         |
| Steve Vai    | "Fire Garden Suite"                 | - Steve Vai - chitarra melodica, voce - Dave Weiner - chitarra ritmica - Billy Sheehan - basso - Tony MacAlpine - tastiera, chitarra addizionale - Jeremy Colson - batteria |         |
| Steve Vai    | "Bangkok"                           | - Steve Vai - chitarra melodica, voce - Dave Weiner - chitarra ritmica - Billy Sheehan - basso - Tony MacAlpine - tastiera, chitarra addizionale - Jeremy Colson - batteria |         |
| Steve Vai    | "Bull Whip"                         | - Steve Vai - chitarra melodica, voce - Dave Weiner - chitarra ritmica - Billy Sheehan - basso - Tony MacAlpine - tastiera, chitarra addizionale - Jeremy Colson - batteria |         |
| Steve Vai    | "I'm the Hell Outta Here"           | - Steve Vai - chitarra melodica, voce - Dave Weiner - chitarra ritmica - Billy Sheehan - basso - Tony MacAlpine - tastiera, chitarra addizionale - Jeremy Colson - batteria |         |
| Steve Vai    | "For the Love of God (strumentale)" | - Steve Vai - chitarra melodica, voce - Dave Weiner - chitarra ritmica - Billy Sheehan - basso - Tony MacAlpine - tastiera, chitarra addizionale - Jeremy Colson - batteria |         |
| Joe Satriani | "Hands in the Air"                  | - Joe Satriani - chitarra melodica, voce - Galen Henson - chitarra ritmica - Matt Bissonette - basso - Jeff Campitelli - batteria                                           |         |
| Joe Satriani | "Satch Boogie"                      | - Joe Satriani - chitarra melodica, voce - Galen Henson - chitarra ritmica - Matt Bissonette - basso - Jeff Campitelli - batteria                                           |         |
| Joe Satriani | "Cool #9"                           | - Joe Satriani - chitarra melodica, voce - Galen Henson - chitarra ritmica - Matt Bissonette - basso - Jeff Campitelli - batteria                                           |         |
| Joe Satriani | "Gnaahh"                            | - Joe Satriani - chitarra melodica, voce - Galen Henson - chitarra ritmica - Matt Bissonette - basso - Jeff Campitelli - batteria                                           |         |
| Joe Satriani | "I Like the Rain"                   | - Joe Satriani - chitarra melodica, voce - Galen Henson - chitarra ritmica - Matt Bissonette - basso - Jeff Campitelli - batteria                                           |         |
| Joe Satriani | "Up in Flames"                      | - Joe Satriani - chitarra melodica, voce - Galen Henson - chitarra ritmica - Matt Bissonette - basso - Jeff Campitelli - batteria                                           |         |
| Joe Satriani | "Always with Me, Always with You"   | - Joe Satriani - chitarra melodica, voce - Galen Henson - chitarra ritmica - Matt Bissonette - basso - Jeff Campitelli - batteria                                           |         |
| Joe Satriani | "Searching"                         | - Joe Satriani - chitarra melodica, voce - Galen Henson - chitarra ritmica - Matt Bissonette - basso - Jeff Campitelli - batteria                                           |         |
| Joe Satriani | "Is There Love in Space?"           | - Joe Satriani - chitarra melodica, voce - Galen Henson - chitarra ritmica - Matt Bissonette - basso - Jeff Campitelli - batteria                                           |         |
| Joe Satriani | "War"                               | - Joe Satriani - chitarra melodica, voce - Galen Henson - chitarra ritmica - Matt Bissonette - basso - Jeff Campitelli - batteria                                           |         |
| Joe Satriani | "Flying in a Blue Dream"            | - Joe Satriani - chitarra melodica, voce - Galen Henson - chitarra ritmica - Matt Bissonette - basso - Jeff Campitelli - batteria                                           |         |
| Joe Satriani | "Ice 9"                             | - Joe Satriani - chitarra melodica, voce - Galen Henson - chitarra ritmica - Matt Bissonette - basso - Jeff Campitelli - batteria                                           |         |
| G3 Jam       | "Red"                               | - Matt Bissonette - basso - Joe Satriani - chitarra - Steve Vai - chitarra - Robert Fripp - chitarra - Billy Sheehan - basso - Jeff Campitelli - batteria                   |         |
| G3 Jam       | "The Murderer"                      | - Billy Sheehan - voce, basso - Joe Satriani - chitarra - Steve Vai - chitarra - Robert Fripp - chitarra - Matt Bissonette - basso - Jeff Campitelli - batteria             |         |
| G3 Jam       | "Rockin' in the Free World"         | - Joe Satriani - chitarra, voce - Steve Vai - chitarra, backing voce - Robert Fripp - chitarra - Billy Sheehan - basso - Jeff Campitelli - batteria                         |         |
| G3 Jam       | "Going Down"                        | - Joe Satriani - chitarra, voce - Steve Vai- chitarra, backing voce - Robert Fripp - chitarra - Matt Bissonette - basso - Jeff Campitelli - batteria                        |         |

### 2005
Il tour del 2005 vede come protagonisti John Petrucci, Steve Vai e Joe Satriani e si svolge in Giappone e negli Stati Uniti.
Il corrispondente album è G3: Live in Tokyo.
| G3 2005       | G3 2005                           | G3 2005 | G3 2005 |
| Artista       | Brano                             | Artisti Secondari |         |
| ------------- | --------------------------------- | --- | ------- |
| John Petrucci | "Jaws of Life"                    | - John Petrucci - chitarra - Dave LaRue - basso - Mike Portnoy - batteria                                                                                             |         |
| John Petrucci | "Glasgow Kiss"                    | - John Petrucci - chitarra - Dave LaRue - basso - Mike Portnoy - batteria                                                                                             |         |
| John Petrucci | "Lost Without You"                | - John Petrucci - chitarra - Dave LaRue - basso - Mike Portnoy - batteria                                                                                             |         |
| John Petrucci | "Curve"                           | - John Petrucci - chitarra - Dave LaRue - basso - Mike Portnoy - batteria                                                                                             |         |
| John Petrucci | "Wishful Thinking"                | - John Petrucci - chitarra - Dave LaRue - basso - Mike Portnoy - batteria                                                                                             |         |
| John Petrucci | "Damage Control"                  | - John Petrucci - chitarra - Dave LaRue - basso - Mike Portnoy - batteria                                                                                             |         |
| Steve Vai     | "I'm Becoming"                    | - Steve Vai - chitarra melodica - Dave Weiner - chitarra ritmica - Billy Sheehan - basso - Tony MacAlpine - tastiera, chitarra addizionale - Jeremy Colson - batteria |         |
| Steve Vai     | "The Audience Is Listening"       | - Steve Vai - chitarra melodica - Dave Weiner - chitarra ritmica - Billy Sheehan - basso - Tony MacAlpine - tastiera, chitarra addizionale - Jeremy Colson - batteria |         |
| Steve Vai     | "Building the Church"             | - Steve Vai - chitarra melodica - Dave Weiner - chitarra ritmica - Billy Sheehan - basso - Tony MacAlpine - tastiera, chitarra addizionale - Jeremy Colson - batteria |         |
| Steve Vai     | "K'm-Pee-Du-Wee"                  | - Steve Vai - chitarra melodica - Dave Weiner - chitarra ritmica - Billy Sheehan - basso - Tony MacAlpine - tastiera, chitarra addizionale - Jeremy Colson - batteria |         |
| Steve Vai     | "The Crying Machine"              | - Steve Vai - chitarra melodica - Dave Weiner - chitarra ritmica - Billy Sheehan - basso - Tony MacAlpine - tastiera, chitarra addizionale - Jeremy Colson - batteria |         |
| Steve Vai     | "Lotus Feet"                      | - Steve Vai - chitarra melodica - Dave Weiner - chitarra ritmica - Billy Sheehan - basso - Tony MacAlpine - tastiera, chitarra addizionale - Jeremy Colson - batteria |         |
| Steve Vai     | "I'm the Hell Outta Here"         | - Steve Vai - chitarra melodica - Dave Weiner - chitarra ritmica - Billy Sheehan - basso - Tony MacAlpine - tastiera, chitarra addizionale - Jeremy Colson - batteria |         |
| Joe Satriani  | "Up in Flames"                    | - Joe Satriani - chitarra melodica - Galen Henson - chitarra ritmica - Matt Bissonette - basso - Jeff Campitelli - batteria                                           |         |
| Joe Satriani  | "Summer Song"                     | - Joe Satriani - chitarra melodica - Galen Henson - chitarra ritmica - Matt Bissonette - basso - Jeff Campitelli - batteria                                           |         |
| Joe Satriani  | "Hordes of Locusts"               | - Joe Satriani - chitarra melodica - Galen Henson - chitarra ritmica - Matt Bissonette - basso - Jeff Campitelli - batteria                                           |         |
| Joe Satriani  | "Always with Me, Always with You" | - Joe Satriani - chitarra melodica - Galen Henson - chitarra ritmica - Matt Bissonette - basso - Jeff Campitelli - batteria                                           |         |
| Joe Satriani  | "War"                             | - Joe Satriani - chitarra melodica - Galen Henson - chitarra ritmica - Matt Bissonette - basso - Jeff Campitelli - batteria                                           |         |
| Joe Satriani  | "Searching"                       | - Joe Satriani - chitarra melodica - Galen Henson - chitarra ritmica - Matt Bissonette - basso - Jeff Campitelli - batteria                                           |         |
| Joe Satriani  | "Just Look Up"                    | - Joe Satriani - chitarra melodica - Galen Henson - chitarra ritmica - Matt Bissonette - basso - Jeff Campitelli - batteria                                           |         |
| Joe Satriani  | "Flying in a Blue Dream"          | - Joe Satriani - chitarra melodica - Galen Henson - chitarra ritmica - Matt Bissonette - basso - Jeff Campitelli - batteria                                           |         |
| G3 Jam        | "Foxy Lady"                       | - Joe Satriani - chitarra, voce - Steve Vai - chitarra - John Petrucci - chitarra - Matt Bissonette - basso - Mike Portnoy - batteria                                 |         |
| G3 Jam        | "La Grange"                       | - Billy Sheehan - voce, basso - Joe Satriani - chitarra - Steve Vai - chitarra - John Petrucci - chitarra - Matt Bissonette - basso - Jeff Campitelli - batteria      |         |
| G3 Jam        | "Smoke on the Water"              | - Matt Bissonette - voce, basso - Joe Satriani - chitarra - Steve Vai - chitarra - John Petrucci - chitarra - Billy Sheehan - basso - Jeff Campitelli - batteria      |         |

### 2006
Il tour del G3 nel 2006 è tenuto da John Petrucci, Eric Johnson e Joe Satriani. I concerti si sono svolti dal 16 al 29 ottobre in America Latina.
Il secondo G3 del 2006 vede invece il ritorno di Steve Vai affiancato da Joe Satriani e John Petrucci. I concerti si svolgono in Australia dal 29 novembre all'8 dicembre.
| G3 2006        | G3 2006       | G3 2006                             | G3 2006 |
| Regione        | Artista       | Brano                               | Artisti Secondari |
| -------------- | ------------- | ----------------------------------- | --- |
| America Latina | Eric Johnson  | "Summer Jam"                        | - Eric Johnson - chitarra, voce - Roscoe Beck - basso - Tommy Taylor - batteria                                                                                   |
| America Latina | Eric Johnson  | "My Back Pages"                     | - Eric Johnson - chitarra, voce - Roscoe Beck - basso - Tommy Taylor - batteria                                                                                   |
| America Latina | Eric Johnson  | "Trademark"                         | - Eric Johnson - chitarra, voce - Roscoe Beck - basso - Tommy Taylor - batteria                                                                                   |
| America Latina | Eric Johnson  | "Brilliant Room"                    | - Eric Johnson - chitarra, voce - Roscoe Beck - basso - Tommy Taylor - batteria                                                                                   |
| America Latina | Eric Johnson  | "Manhattan"                         | - Eric Johnson - chitarra, voce - Roscoe Beck - basso - Tommy Taylor - batteria                                                                                   |
| America Latina | Eric Johnson  | "Morning Sun"                       | - Eric Johnson - chitarra, voce - Roscoe Beck - basso - Tommy Taylor - batteria                                                                                   |
| America Latina | Eric Johnson  | "Columbia"                          | - Eric Johnson - chitarra, voce - Roscoe Beck - basso - Tommy Taylor - batteria                                                                                   |
| America Latina | Eric Johnson  | "Desert Rose"                       | - Eric Johnson - chitarra, voce - Roscoe Beck - basso - Tommy Taylor - batteria                                                                                   |
| America Latina | Eric Johnson  | "Cliffs of Dover"                   | - Eric Johnson - chitarra, voce - Roscoe Beck - basso - Tommy Taylor - batteria                                                                                   |
| America Latina | John Petrucci | "Jaws of Life"                      | - John Petrucci - chitarra - Dave LaRue - basso - Mike Portnoy - batteria                                                                                         |
| America Latina | John Petrucci | "Glasgow Kiss"                      | - John Petrucci - chitarra - Dave LaRue - basso - Mike Portnoy - batteria                                                                                         |
| America Latina | John Petrucci | "Lost without You"                  | - John Petrucci - chitarra - Dave LaRue - basso - Mike Portnoy - batteria                                                                                         |
| America Latina | John Petrucci | "Curve"                             | - John Petrucci - chitarra - Dave LaRue - basso - Mike Portnoy - batteria                                                                                         |
| America Latina | John Petrucci | "Wishful Thinking"                  | - John Petrucci - chitarra - Dave LaRue - basso - Mike Portnoy - batteria                                                                                         |
| America Latina | John Petrucci | "Damage Control"                    | - John Petrucci - chitarra - Dave LaRue - basso - Mike Portnoy - batteria                                                                                         |
| America Latina | Joe Satriani  | "Flying in a Blue Dream"            | - Joe Satriani - chitarra melodica - Galen Henson - chitarra ritmica - Dave LaRue - basso - Jeff Campitelli - batteria                                            |
| America Latina | Joe Satriani  | "The Extremist"                     | - Joe Satriani - chitarra melodica - Galen Henson - chitarra ritmica - Dave LaRue - basso - Jeff Campitelli - batteria                                            |
| America Latina | Joe Satriani  | "Redshift Riders"                   | - Joe Satriani - chitarra melodica - Galen Henson - chitarra ritmica - Dave LaRue - basso - Jeff Campitelli - batteria                                            |
| America Latina | Joe Satriani  | "Satch Boogie"                      | - Joe Satriani - chitarra melodica - Galen Henson - chitarra ritmica - Dave LaRue - basso - Jeff Campitelli - batteria                                            |
| America Latina | Joe Satriani  | "Cool #9"                           | - Joe Satriani - chitarra melodica - Galen Henson - chitarra ritmica - Dave LaRue - basso - Jeff Campitelli - batteria                                            |
| America Latina | Joe Satriani  | "Super Colossal"                    | - Joe Satriani - chitarra melodica - Galen Henson - chitarra ritmica - Dave LaRue - basso - Jeff Campitelli - batteria                                            |
| America Latina | Joe Satriani  | "Just Like Lightnin'"               | - Joe Satriani - chitarra melodica - Galen Henson - chitarra ritmica - Dave LaRue - basso - Jeff Campitelli - batteria                                            |
| America Latina | Joe Satriani  | "Crowd Chant"                       | - Joe Satriani - chitarra melodica - Galen Henson - chitarra ritmica - Dave LaRue - basso - Jeff Campitelli - batteria                                            |
| America Latina | Joe Satriani  | "Summer Song"                       | - Joe Satriani - chitarra melodica - Galen Henson - chitarra ritmica - Dave LaRue - basso - Jeff Campitelli - batteria                                            |
| America Latina | Joe Satriani  | "Always with Me, Always with You"   | - Joe Satriani - chitarra melodica - Galen Henson - chitarra ritmica - Dave LaRue - basso - Jeff Campitelli - batteria                                            |
| America Latina | G3 Jam        | "Voodoo Child (Slight Return)"      | - Roscoe Beck - voce, basso - Joe Satriani - chitarra - Eric Johnson - chitarra - John Petrucci - chitarra - Dave LaRue - basso - Mike Portnoy - batteria         |
| America Latina | G3 Jam        | "Red House"                         | - Eric Johnson - chitarra, voce - Joe Satriani - chitarra - John Petrucci - chitarra - Dave LaRue - basso - Jeff Campitelli - batteria                            |
| America Latina | G3 Jam        | "Rockin' in the Free World"         | - Joe Satriani - chitarra, voce - Eric Johnson - chitarra - John Petrucci - chitarra - Roscoe Beck - basso - Tommy Taylor - batteria                              |
| Australia      | John Petrucci | "Jaws of Life"                      | - John Petrucci - chitarra - Dave LaRue - basso - Mike Portnoy - batteria                                                                                         |
| Australia      | John Petrucci | "Glasgow Kiss"                      | - John Petrucci - chitarra - Dave LaRue - basso - Mike Portnoy - batteria                                                                                         |
| Australia      | John Petrucci | "Lost without You"                  | - John Petrucci - chitarra - Dave LaRue - basso - Mike Portnoy - batteria                                                                                         |
| Australia      | John Petrucci | "Curve"                             | - John Petrucci - chitarra - Dave LaRue - basso - Mike Portnoy - batteria                                                                                         |
| Australia      | John Petrucci | "Wishful Thinking"                  | - John Petrucci - chitarra - Dave LaRue - basso - Mike Portnoy - batteria                                                                                         |
| Australia      | John Petrucci | "Damage Control"                    | - John Petrucci - chitarra - Dave LaRue - basso - Mike Portnoy - batteria                                                                                         |
| Australia      | Steve Vai     | "Tender Surrender"                  | - Steve Vai - chitarra melodica - Dave Weiner - chitarra ritmica - Billy Sheehan - basso - Tony MacAlpine - tastiera, chitarra addizionale - Jimmy Hug - batteria |
| Australia      | Steve Vai     | "Giant Balls of Gold"               | - Steve Vai - chitarra melodica - Dave Weiner - chitarra ritmica - Billy Sheehan - basso - Tony MacAlpine - tastiera, chitarra addizionale - Jimmy Hug - batteria |
| Australia      | Steve Vai     | "Building the Church"               | - Steve Vai - chitarra melodica - Dave Weiner - chitarra ritmica - Billy Sheehan - basso - Tony MacAlpine - tastiera, chitarra addizionale - Jimmy Hug - batteria |
| Australia      | Steve Vai     | "Answers"                           | - Steve Vai - chitarra melodica - Dave Weiner - chitarra ritmica - Billy Sheehan - basso - Tony MacAlpine - tastiera, chitarra addizionale - Jimmy Hug - batteria |
| Australia      | Steve Vai     | "Whispering a Prayer"               | - Steve Vai - chitarra melodica - Dave Weiner - chitarra ritmica - Billy Sheehan - basso - Tony MacAlpine - tastiera, chitarra addizionale - Jimmy Hug - batteria |
| Australia      | Steve Vai     | "Freak Show Excess"                 | - Steve Vai - chitarra melodica - Dave Weiner - chitarra ritmica - Billy Sheehan - basso - Tony MacAlpine - tastiera, chitarra addizionale - Jimmy Hug - batteria |
| Australia      | Steve Vai     | "For the Love of God (strumentale)" | - Steve Vai - chitarra melodica - Dave Weiner - chitarra ritmica - Billy Sheehan - basso - Tony MacAlpine - tastiera, chitarra addizionale - Jimmy Hug - batteria |
| Australia      | Joe Satriani  | "Flying in a Blue Dream"            | - Joe Satriani - chitarra melodica - Galen Henson - chitarra ritmica - Dave LaRue - basso - Jeff Campitelli - batteria                                            |
| Australia      | Joe Satriani  | "The Extremist"                     | - Joe Satriani - chitarra melodica - Galen Henson - chitarra ritmica - Dave LaRue - basso - Jeff Campitelli - batteria                                            |
| Australia      | Joe Satriani  | "Redshift Riders"                   | - Joe Satriani - chitarra melodica - Galen Henson - chitarra ritmica - Dave LaRue - basso - Jeff Campitelli - batteria                                            |
| Australia      | Joe Satriani  | "Cool #9"                           | - Joe Satriani - chitarra melodica - Galen Henson - chitarra ritmica - Dave LaRue - basso - Jeff Campitelli - batteria                                            |
| Australia      | Joe Satriani  | "Super Colossal"                    | - Joe Satriani - chitarra melodica - Galen Henson - chitarra ritmica - Dave LaRue - basso - Jeff Campitelli - batteria                                            |
| Australia      | Joe Satriani  | "Just Like Lightnin'"               | - Joe Satriani - chitarra melodica - Galen Henson - chitarra ritmica - Dave LaRue - basso - Jeff Campitelli - batteria                                            |
| Australia      | Joe Satriani  | "Satch Boogie"                      | - Joe Satriani - chitarra melodica - Galen Henson - chitarra ritmica - Dave LaRue - basso - Jeff Campitelli - batteria                                            |
| Australia      | Joe Satriani  | "Crowd Chant"                       | - Joe Satriani - chitarra melodica - Galen Henson - chitarra ritmica - Dave LaRue - basso - Jeff Campitelli - batteria                                            |
| Australia      | Joe Satriani  | "Summer Song"                       | - Joe Satriani - chitarra melodica - Galen Henson - chitarra ritmica - Dave LaRue - basso - Jeff Campitelli - batteria                                            |
| Australia      | Joe Satriani  | "Always with Me, Always with You"   | - Joe Satriani - chitarra melodica - Galen Henson - chitarra ritmica - Dave LaRue - basso - Jeff Campitelli - batteria                                            |
| Australia      | G3 Jam        | "Voodoo Child (Slight Return)"      | - Billy Sheehan - voce, basso - Joe Satriani - chitarra - Steve Vai - chitarra - John Petrucci - chitarra - Dave LaRue - basso - Mike Portnoy - batteria          |
| Australia      | G3 Jam        | "My Guitar Wants to Kill Your Mama" | - Steve Vai - chitarra, voce - Joe Satriani - chitarra - John Petrucci - chitarra - Billy Sheehan - basso, voce - Jeff Campitelli - batteria                      |
| Australia      | G3 Jam        | "Rockin' in the Free World"         | - Joe Satriani - chitarra, voce - Steve Vai - chitarra, voce - John Petrucci - chitarra - Dave LaRue - basso - Jimmy Hug - batteria                               |

### 2007
I protagonisti del G3 del 2007 sono: Paul Gilbert, John Petrucci e Joe Satriani. Gli spettacoli sono tenuti dal 14 marzo al 14 aprile. All'ultimo concerto durante il brano "Glasgow Kiss" la band di Paul Gilbert compare sul palco indossando dei kilts ed esibendosi in una breve danza.
| G3 2007       | G3 2007                                                                     | G3 2007 | G3 2007 |
| Artista       | Brano                                                                       | Artisti Secondari |         |
| ------------- | --------------------------------------------------------------------------- | --- | ------- |
| Paul Gilbert  | "Get Out of My Yard"                                                        | - Paul Gilbert - chitarra melodica, voce - Bruce Bouillet - chitarra ritmica - Mike Szuter - basso, voce - Emi Gilbert - tastiera - Jeff Bowders - batteria |         |
| Paul Gilbert  | "Hurry Up"                                                                  | - Paul Gilbert - chitarra melodica, voce - Bruce Bouillet - chitarra ritmica - Mike Szuter - basso, voce - Emi Gilbert - tastiera - Jeff Bowders - batteria |         |
| Paul Gilbert  | "Rusty Old Boat"                                                            | - Paul Gilbert - chitarra melodica, voce - Bruce Bouillet - chitarra ritmica - Mike Szuter - basso, voce - Emi Gilbert - tastiera - Jeff Bowders - batteria |         |
| Paul Gilbert  | "Radiator"                                                                  | - Paul Gilbert - chitarra melodica, voce - Bruce Bouillet - chitarra ritmica - Mike Szuter - basso, voce - Emi Gilbert - tastiera - Jeff Bowders - batteria |         |
| Paul Gilbert  | "Scarified"                                                                 | - Paul Gilbert - chitarra melodica, voce - Bruce Bouillet - chitarra ritmica - Mike Szuter - basso, voce - Emi Gilbert - tastiera - Jeff Bowders - batteria |         |
| Paul Gilbert  | "Scit Scat Wah"                                                             | - Paul Gilbert - chitarra melodica, voce - Bruce Bouillet - chitarra ritmica - Mike Szuter - basso, voce - Emi Gilbert - tastiera - Jeff Bowders - batteria |         |
| Paul Gilbert  | "I Like Rock"                                                               | - Paul Gilbert - chitarra melodica, voce - Bruce Bouillet - chitarra ritmica - Mike Szuter - basso, voce - Emi Gilbert - tastiera - Jeff Bowders - batteria |         |
| Paul Gilbert  | "Space Ship One"                                                            | - Paul Gilbert - chitarra melodica, voce - Bruce Bouillet - chitarra ritmica - Mike Szuter - basso, voce - Emi Gilbert - tastiera - Jeff Bowders - batteria |         |
| Paul Gilbert  | "Down to Mexico"                                                            | - Paul Gilbert - chitarra melodica, voce - Bruce Bouillet - chitarra ritmica - Mike Szuter - basso, voce - Emi Gilbert - tastiera - Jeff Bowders - batteria |         |
| John Petrucci | "Jaws of Life"                                                              | - John Petrucci - chitarra - Dave LaRue - basso - Mike Portnoy - batteria                                                                                   |         |
| John Petrucci | "Glasgow Kiss"                                                              | - John Petrucci - chitarra - Dave LaRue - basso - Mike Portnoy - batteria                                                                                   |         |
| John Petrucci | "Lost without You"                                                          | - John Petrucci - chitarra - Dave LaRue - basso - Mike Portnoy - batteria                                                                                   |         |
| John Petrucci | "Curve"                                                                     | - John Petrucci - chitarra - Dave LaRue - basso - Mike Portnoy - batteria                                                                                   |         |
| John Petrucci | "Wishful Thinking"                                                          | - John Petrucci - chitarra - Dave LaRue - basso - Mike Portnoy - batteria                                                                                   |         |
| John Petrucci | "Damage Control"                                                            | - John Petrucci - chitarra - Dave LaRue - basso - Mike Portnoy - batteria                                                                                   |         |
| Joe Satriani  | "War"                                                                       | - Joe Satriani - chitarra melodica - Galen Henson - chitarra ritmica - Dave LaRue - basso - Jeff Campitelli - batteria                                      |         |
| Joe Satriani  | "One Big Rush"                                                              | - Joe Satriani - chitarra melodica - Galen Henson - chitarra ritmica - Dave LaRue - basso - Jeff Campitelli - batteria                                      |         |
| Joe Satriani  | "Flying in a Blue Dream"                                                    | - Joe Satriani - chitarra melodica - Galen Henson - chitarra ritmica - Dave LaRue - basso - Jeff Campitelli - batteria                                      |         |
| Joe Satriani  | "Cool #9"                                                                   | - Joe Satriani - chitarra melodica - Galen Henson - chitarra ritmica - Dave LaRue - basso - Jeff Campitelli - batteria                                      |         |
| Joe Satriani  | "Super Colossal"                                                            | - Joe Satriani - chitarra melodica - Galen Henson - chitarra ritmica - Dave LaRue - basso - Jeff Campitelli - batteria                                      |         |
| Joe Satriani  | "Satch Boogie"                                                              | - Joe Satriani - chitarra melodica - Galen Henson - chitarra ritmica - Dave LaRue - basso - Jeff Campitelli - batteria                                      |         |
| Joe Satriani  | "Circles"                                                                   | - Joe Satriani - chitarra melodica - Galen Henson - chitarra ritmica - Dave LaRue - basso - Jeff Campitelli - batteria                                      |         |
| Joe Satriani  | "The Mystical Potato Head Groove Thing"                                     | - Joe Satriani - chitarra melodica - Galen Henson - chitarra ritmica - Dave LaRue - basso - Jeff Campitelli - batteria                                      |         |
| Joe Satriani  | "Surfing with the Alien"                                                    | - Joe Satriani - chitarra melodica - Galen Henson - chitarra ritmica - Dave LaRue - basso - Jeff Campitelli - batteria                                      |         |
| Joe Satriani  | "Always with Me, Always with You"                                           | - Joe Satriani - chitarra melodica - Galen Henson - chitarra ritmica - Dave LaRue - basso - Jeff Campitelli - batteria                                      |         |
| G3 Jam        | Foxy Lady Purple Haze Third Stone from the Sun Voodoo Child (Slight Return) | - Mike Szuter - voce, basso - Joe Satriani - chitarra - Paul Gilbert - chitarra - John Petrucci - chitarra - Dave LaRue - basso - Mike Portnoy - batteria   |         |
| G3 Jam        | "Going Down"                                                                | - Joe Satriani - chitarra, voce - Paul Gilbert - chitarra, voce - John Petrucci - chitarra - Dave LaRue - basso - Jeff Campitelli - batteria                |         |
| G3 Jam        | "Jumpin' Jack Flash"                                                        | - Paul Gilbert - chitarra, voce - Joe Satriani - chitarra - John Petrucci - chitarra - Mike Szuter - basso - Jeff Bowders - batteria                        |         |

### 2012
Il tour del 2012 è iniziato in Australia e Nuova Zelanda con Joe Satriani, Steve Vai e Steve Lukather. In Europa a Satriani e Vai si è aggiunto Steve Morse. L'ultima parte del tour vede John Petrucci con Satriani e Morse in sud America. Per i concerti a Città del Messico Steve Lukather sostituisce Steve Morse. Il tour ha fatto tappa anche in Italia il 22 luglio a Vigevano in occasione del 10 Giorni Suonati Festival.
| G3 2012      | G3 2012                                  | G3 2012 | G3 2012 |
| Artista      | Brano                                    | Artisti Secondari |         |
| ------------ | ---------------------------------------- | --- | ------- |
| Steve Morse  | "Name Dropping"                          | - Dave LaRue - basso - Van Romaine - batteria                                                                                          |         |
| Steve Morse  | "The Introduction"                       | - Dave LaRue - basso - Van Romaine - batteria                                                                                          |         |
| Steve Morse  | "On The Pipe"                            | - Dave LaRue - basso - Van Romaine - batteria                                                                                          |         |
| Steve Morse  | "Here And Now And Then"                  | - Dave LaRue - basso - Van Romaine - batteria                                                                                          |         |
| Steve Morse  | "John Deere Letter"                      | - Dave LaRue - basso - Van Romaine - batteria                                                                                          |         |
| Steve Morse  | "Baroque ‘n Dreams"                      | - Dave LaRue - basso - Van Romaine - batteria                                                                                          |         |
| Steve Morse  | "Rising Power"                           | - Dave LaRue - basso - Van Romaine - batteria                                                                                          |         |
| Steve Morse  | "StessFest"                              | - Dave LaRue - basso - Van Romaine - batteria                                                                                          |         |
| Steve Morse  | "Cruise Control"                         | - Dave LaRue - basso - Van Romaine - batteria                                                                                          |         |
| Steve Vai    | "The Audience Is Listening"              | - Dave Weiner - chitarra - Philip Bynoe - basso - Beverly McClellan - tastiere - Eric Valentine - batteria                             |         |
| Steve Vai    | "The Animal"                             | - Dave Weiner - chitarra - Philip Bynoe - basso - Beverly McClellan - tastiere - Eric Valentine - batteria                             |         |
| Steve Vai    | "Tender Surrender"                       | - Dave Weiner - chitarra - Philip Bynoe - basso - Beverly McClellan - tastiere - Eric Valentine - batteria                             |         |
| Steve Vai    | "Building The Church"                    | - Dave Weiner - chitarra - Philip Bynoe - basso - Beverly McClellan - tastiere - Eric Valentine - batteria                             |         |
| Steve Vai    | "Whispering A Prayer"                    | - Dave Weiner - chitarra - Philip Bynoe - basso - Beverly McClellan - tastiere - Eric Valentine - batteria                             |         |
| Steve Vai    | "The Crying Machine"                     | - Dave Weiner - chitarra - Philip Bynoe - basso - Beverly McClellan - tastiere - Eric Valentine - batteria                             |         |
| Steve Vai    | "For The Love Of God"                    | - Dave Weiner - chitarra - Philip Bynoe - basso - Beverly McClellan - tastiere - Eric Valentine - batteria                             |         |
| Joe Satriani | "Flying In A Blue Dream"                 | - Allen Whitman - basso - Jeff Campitelli - batteria - Jem Godfrey - tastiere                                                          |         |
| Joe Satriani | "Ice 9"                                  | - Allen Whitman - basso - Jeff Campitelli - batteria - Jem Godfrey - tastiere                                                          |         |
| Joe Satriani | "Satch Boogie"                           | - Allen Whitman - basso - Jeff Campitelli - batteria - Jem Godfrey - tastiere                                                          |         |
| Joe Satriani | "Dream Song"                             | - Allen Whitman - basso - Jeff Campitelli - batteria - Jem Godfrey - tastiere                                                          |         |
| Joe Satriani | "Crystal Planet"                         | - Allen Whitman - basso - Jeff Campitelli - batteria - Jem Godfrey - tastiere                                                          |         |
| Joe Satriani | "God Is Crying"                          | - Allen Whitman - basso - Jeff Campitelli - batteria - Jem Godfrey - tastiere                                                          |         |
| Joe Satriani | "Always With Me, Always With You"        | - Allen Whitman - basso - Jeff Campitelli - batteria - Jem Godfrey - tastiere                                                          |         |
| Joe Satriani | "Surfing With The Alien"                 | - Allen Whitman - basso - Jeff Campitelli - batteria - Jem Godfrey - tastiere                                                          |         |
| G3 Jam       | "You Really Got Me" (The Kinks)          | - Steve Vai - voce, chitarra - Steve Morse - chitarra - Joe Satriani - chitarra - Allen Whitman - basso                                |         |
| G3 Jam       | "White Room" (Cream)                     | - Beverly McClellan - voce, tastiere - Steve Vai - chitarra - Steve Morse - chitarra - Joe Satriani - chitarra - Allen Whitman - basso |         |
| G3 Jam       | "Rockin' In The Free World" (Neil Young) | - Joe Satriani - chitarra, voce - Steve Morse - chitarra - Steve Vai - chitarra - Allen Whitman - basso                                |         |

## Statistiche
Dream Theater, Scorpions, Alcatrazz e Racer X sono gli unici gruppi ad aver avuto contemporaneamente due dei loro membri nei tour dei G3: John Petrucci alla chitarra e Mike Portnoy alla batteria (2001, 2002, 2005, 2006 e 2007), John Petrucci alla chitarra e Mike Mangini alla batteria (2012), Michael Schenker e Ulrich Roth entrambi alle chitarre (1998) e Paul Gilbert e Bruce Bouillet entrambi alle chitarre (2007).
Gli Alcatrazz hanno avuto anche altri due membri dei G3: Yngwie Malmsteen e Steve Vai. The David Lee Roth Band ha avuto quattro membri dei G3: Steve Vai, Billy Sheehan, Matt Bissonette e Gregg Bissonette.
John Petrucci, Eric Johnson, Steve Morse e Robert Fripp sono gli unici chitarristi, a parte Joe Satriani e Steve Vai, ad aver preso parte ai concerti G3 più di una volta:
- John Petrucci - 7 volte
- Eric Johnson - 3 volte
- Robert Fripp - 2 volte
- Steve Morse - 2 volte

## Formazioni
- 1996: (tour nordamericano): Joe Satriani, Steve Vai, Eric Johnson (Kenny Wayne Shepherd per i primi concerti)
- 1997: (tour europeo): Joe Satriani, Steve Vai, Adrian Legg
- 1997: (tour nordamericano): Joe Satriani, Kenny Wayne Shepherd, Robert Fripp
- 1998: Joe Satriani, Michael Schenker, Uli Jon Roth.
- 2000: Joe Satriani, Steve Vai, Eric Johnson
- 2001: Joe Satriani, Steve Vai, John Petrucci
- 2003: Joe Satriani, Steve Vai, Yngwie Malmsteen
- 2004: Joe Satriani, Steve Vai, Robert Fripp
- 2005: Joe Satriani, Steve Vai, John Petrucci
- 2007: Joe Satriani, John Petrucci, Paul Gilbert
- 2012: (tour in Australia e Nuova Zelanda): Joe Satriani, Steve Vai, Steve Lukather
- 2012: (tour europeo): Joe Satriani, Steve Vai, Steve Morse
- 2015: Joe Satriani, Animals as Leaders, The Aristocrats, Mike Keneally
- 2016: Joe Satriani, Steve Vai, The Aristocrats
- 2018: (tour nordamericano): Joe Satriani, John Petrucci, Phil Collen
- 2018: (tour europeo): Joe Satriani, John Petrucci, Uli Jon Roth

## Discografia
- 1997 – G3: Live in Concert (Joe Satriani, Steve Vai, Eric Johnson)
- 2003 – G3: Live in Denver (Joe Satriani, Steve Vai, Yngwie Malmsteen)
- 2003 – G3: Rockin' in the Free World (Joe Satriani, Steve Vai, Yngwie Malmsteen)
- 2005 – G3: Live in Tokyo (Joe Satriani, Steve Vai, John Petrucci)